# Te sigo amando (canción)
«Te sigo amando» es una canción grabada por el cantautor mexicano Juan Gabriel.

## Información

### Composición
«Te sigo amando» captura perfectamente la esencia de un corazón roto. La letra de la canción refleja una profunda nostalgia y amor no correspondido. Juan Gabriel expresa dolorosamente su deseo de que su amada sea feliz, incluso si eso significa que nunca vuelva a estar con él. A través de versos emotivos, el cantante confiesa que aún la ama y que no puede olvidarla, aunque reconoce haber cometido errores en el pasado. La canción transmite la tristeza de un amor perdido y la lucha interna entre querer lo mejor para la otra persona y seguir amándola a pesar del sufrimiento personal. En el contexto de esta letra, se puede interpretar un mensaje de madurez emocional y resignación. Aunque el narrador sigue amando a pesar del dolor causado, acepta que lo más importante es la felicidad de su pareja, incluso si eso implica renunciar al amor propio. El tema aborda temas universales como el arrepentimiento, la pérdida y la esperanza de que la persona amada encuentre la dicha en otro lugar.
Juan Gabriel no se inspiró en una persona en particular, en realidad, fue un encargo para una telenovela del mismo nombre. En 1996, la reconocida productora Carla Estrada solicitó al ‘Divo de Juárez’ que compusiera una canción para su melodrama, protagonizado por Claudia Ramírez y Luis José Santander y Sergio Goyri. Esta canción representó la reaparición del intérprete ante las cámaras, pues se había alejado de la vida pública porque atravesaba por problemas con su disquera y con Hacienda. Además del tema principal de la historia, el cantante tuvo una participación especial en los capítulos.
En una entrevista en el 2016, Estrada comentó lo siguiente:

"Cuando comencé a grabar ‘Te sigo amando’, como durante 10 días Juan Gabriel me hablaba en las noches para cantarme canciones que podrían estar en la telenovela, y yo le decía, a quien le contara, nunca me iba a creer; diario me cantaba, tenía serenata privada y al teléfono."
Carla Estrada

En el 2015, la canción fue lanzada como sencillo para el trigésimo quinto álbum de estudio del cantante, titulado Los dúo 2. Para el lanzamiento del sencillo, éste contó con la participación de la cantante mexicana Belinda. A nivel musical, el remix con Belinda añade una capa adicional de profundidad a la canción, fusionando las voces poderosas de ambos intérpretes para crear una experiencia auditiva conmovedora.

## Formatos
| Descarga digital, streaming |                                |          |  |
| N.º                         | Título                         | Duración |  |
| 1.                          | «Te sigo amando» (con Belinda) | 3:58     |  |

## Listas
| Lista (1997)                             | Posición más alta |
| ---------------------------------------- | ----------------- |
| USA Billboard (Hot Latin Songs)          | 1                 |
| USA Billboard (Latin Airplay)            | 1                 |
| USA Billboard (Regional Mexican Airplay) | 2                 |
| USA Billboard (Latin Pop Airplay)        | 3                 |

| Lista (2016)                             | Posición más alta |
| ---------------------------------------- | ----------------- |
| USA Billboard (Latin Digital Song Sales) | 29                |
| USA Billboard (Latin Airplay)            | 1                 |

| Lista (2021)                                         | Posición más alta |
| ---------------------------------------------------- | ----------------- |
| USA Billboard (Greatest Of All Time Hot Latin Songs) | 22                |

| Lista (2016)                           | Posición más alta |
| -------------------------------------- | ----------------- |
| USA Billboard (Mexico Popular Airplay) | 46                |